# Guangyang
Guangyang léase Kuáng-Yang (en chino simplificado, 广阳区; pinyin, Guǎngyáng qū) es un distrito urbano bajo la administración directa de la ciudad-prefectura de Langfang. Se ubica en la provincia de Hebei, este de la República Popular China. Su área es de 383 km² y su población total para 2010 fue más de 500 mil habitantes.

## Administración
El distrito de Guangyang se divide en 11 pueblos que se administran en 7 subdistrito, 3 poblados y 1 villa.